# ジョージ・ダフ
ジョージ・ダフ(George Francis Denton Duff、1926年7月29日-2001年3月2日)は、偏微分方程式や波動現象を研究したカナダの数学者である。ファンディ湾の非常に大きな潮汐を利用した発電に興味を持っている。
プリンストン大学のソロモン・レフシェッツの下で博士課程時代を過ごし、1952年にトロント大学の教授となった。ここで13人の学生の博士論文を監督し、1968年から1975年までは数学科長を務めた。
1974年にバンクーバーで行われた国際数学者会議では、招待プレナリー講演を行った。